# Championnat de Palestine de football (1928-1948)
Le championnat de Palestine de football était un championnat réunissant des clubs de football de la Palestine mandataire organisé par la Fédération d'Eretz Israël de football. 

## Historique
Créé initialement en 1923, le championnat rassemble alors les clubs de la Palestine mandataire, l'État d'Israël n'ayant pas encore été fondé. Il est disputé de façon erratique jusqu'en 1947. En 1949, un an après la déclaration d'indépendance de l'état hébreu, le premier championnat d'Israël est organisé.

## Palmarès
Le palmarès est le suivant :
- 1931-1932 : Force de Police de Palestine
- 1932-1933 : pas de championnat
- 1933-1934 : Hapoël Tel-Aviv
- 1934-1935 : Hapoël Tel-Aviv
- 1935-1936 : Maccabi Tel-Aviv
- 1936-1937 : Maccabi Tel-Aviv
- 1937-1938 : championnat abandonné
- 1938-1939 : pas de championnat
- 1939-1940 : Hapoël Tel-Aviv
- 1940-1941 : Maccabi Tel-Aviv
- 1941-1942 : pas de championnat
- 1942-1943 : Hapoël Tel-Aviv
- 1943-1944 : pas de championnat
- 1944-1945 : championnat abandonné
- 1945-1946 : pas de championnat
- 1946-1947 : Maccabi Tel-Aviv
- 1947-1948 : Beitar Tel-Aviv